# FC Gomel
El Gomel (en bielorruso: ФК Гомель) es un equipo de fútbol de la ciudad de Gomel en Bielorrusia, disputa sus partidos en el Estadio Central inaugurado en 2004.

## Historia
Los equipos de Gomel juegan en las competiciones bielorrusas desde los 20's. En 1946, y por una temporada, la liga bielorrusa formó parte del tercer nivel de la liga de la Unión Soviética, y el Lokomotiv Gomel se convirtió en el primer equipo de la ciudad en jugar la liga soviética.
El actual equipo de Gomel fue fundado en 1959, con el nombre de Lokomotiv Gomel. El club participó de la segunda división de la liga soviética entre 1959 y 1968. Los resultados durante las temporadas fueron cambiantes, donde el equipo logró llegar al puesto número uno en su zona, en 1962, como también al último en 1958 y 1963. Pero como el sistema de la liga soviética fue cambiante durante los 50's y 60, Lokomotiv nunca ascendió ni descendió, hasta que se organizó otra liga en 1969.
Gomselmash disputó la tercera división de la liga soviética durante 1969 y 1989, hasta que hubo un cambio importante en la organización de la liga, en 1990, por lo que el club fue descendido a la cuarta división.
En 1992, Gomselmash formó parte de la nueva liga, la Vysshaya Liga. Los primeros años fueron malos, por lo que el equipo descendió en 1995. El mismo año, cambiaron el nombre por el actual, FC Gomel. En 1998, Gomel retornó a la Premier League, y cosechó mejores resultados, en esta nueva etapa (fue campeón en 2003, subcampeón en 2007 y tercero en 1999). El equipo también ganó la Copa de Bielorrusia en 2002 y salió subcampeón en 2004.

### Cambios de nombres
- 1959: Lokomotiv Gomel
- 1965: Spartak Gomel
- 1969: Gomselmash Gomel
- 1976: Mashinostroitel Gomel
- 1978: Gomselmash Gomel
- 1995: Gomel

## Palmarés
- Primera División de Bielorrusia (1): 2003
- Copa de Bielorrusia (3): 2002, 2011, 2022
- Supercopa de Bielorrusia (1): 2012

### Historia en Liga y Copa
Unión Soviética
| Temporada | División | Posición | PJ | G  | E  | P  | Goles a Favor | Puntos | Copa Doméstica                  | Notas                           |
| --------- | -------- | -------- | -- | -- | -- | -- | ------------- | ------ | ------------------------------- | ------------------------------- |
| 1959      | 2°       | 151      | 28 | 0  | 7  | 21 | 17–61         | 7      |                                 |                                 |
| 1960      | 2°       | 9        | 30 | 11 | 8  | 11 | 36–38         | 40     | Ronda de 128                    |                                 |
| 1961      | 2°       | 3        | 30 | 14 | 8  | 8  | 37–24         | 36     | Ronda de 256                    |                                 |
| 1962      | 2°       | 1        | 32 | 18 | 10 | 4  | 43–19         | 46     | Ronda de 32                     |                                 |
| 1962      | 2°       | 2        | 2  | 0  | 1  | 1  | 0–1           | 1      | Ronda de 32                     | Promoción/Play-offs de ascenso2 |
| 1963      | 2°       | 183      | 34 | 4  | 12 | 18 | 13–46         | 20     | Ronda de 32                     |                                 |
| 1964      | 2°       | 25       | 38 | 6  | 15 | 17 | 19–37         | 27     |                                 |                                 |
| 1965      | 2°       | 24       | 46 | 13 | 17 | 16 | 34–43         | 43     | Ronda de 64                     |                                 |
| 1966      | 2°       | 15       | 32 | 7  | 12 | 13 | 16–29         | 26     | Ronda de 128                    |                                 |
| 1967      | 2°       | 7        | 38 | 11 | 19 | 8  | 27–24         | 41     | Ronda de 64                     |                                 |
| 1968      | 2°       | 21       | 40 | 6  | 12 | 22 | 21–50         | 24     | Ronda de 256                    |                                 |
| 1968      | 2°       | 2        | 2  | 0  | 1  | 1  | 0–2           | 1      | Ronda de 256                    | Promoción/play-offs de ascenso4 |
| 1969      | 3°       | 2        | 32 | 16 | 9  | 7  | 44–18         | 41     |                                 |                                 |
| 1969      | 3°       | 1        | 2  | 0  | 2  | 0  | 3–3           | 2      | Promoción/play-offs de ascenso5 |                                 |
| 1970      | 3°       | 226      | 42 | 7  | 10 | 25 | 22–55         | 24     | Ronda of 256                    |                                 |
| 1971      | 3°       | 6        | 38 | 16 | 13 | 9  | 47–28         | 61     |                                 |                                 |
| 1972      | 3°       | 10       | 38 | 15 | 9  | 14 | 39–45         | 54     |                                 |                                 |
| 1973      | 3°       | 12       | 32 | 7  | 9  | 16 | 32–49         | 197    |                                 |                                 |
| 1974      | 3°       | 11       | 40 | 13 | 13 | 14 | 53–57         | 39     |                                 |                                 |
| 1975      | 3°       | 13       | 34 | 9  | 10 | 15 | 28–47         | 28     |                                 |                                 |
| 1976      | 3°       | 11       | 38 | 14 | 9  | 15 | 37–41         | 37     |                                 |                                 |
| 1977      | 3°       | 16       | 40 | 12 | 8  | 20 | 32–49         | 32     |                                 |                                 |
| 1978      | 3°       | 14       | 46 | 16 | 9  | 21 | 56–60         | 41     |                                 |                                 |
| 1979      | 3°       | 21       | 46 | 7  | 14 | 25 | 34–71         | 28     |                                 |                                 |
| 1980      | 3°       | 6        | 32 | 12 | 8  | 12 | 31–33         | 32     |                                 |                                 |
| 1981      | 3°       | 8        | 40 | 13 | 7  | 20 | 50–58         | 33     |                                 |                                 |
| 1982      | 3°       | 7        | 30 | 13 | 8  | 9  | 33–27         | 34     |                                 |                                 |
| 1983      | 3°       | 8        | 32 | 12 | 8  | 12 | 40–39         | 32     |                                 |                                 |
| 1984      | 3°       | 4        | 34 | 18 | 7  | 9  | 44–30         | 43     |                                 |                                 |
| 1985      | 3°       | 15       | 30 | 7  | 6  | 17 | 24–41         | 20     |                                 |                                 |
| 1986      | 3°       | 8        | 30 | 11 | 9  | 10 | 36–39         | 31     |                                 |                                 |
| 1987      | 3°       | 14       | 34 | 8  | 11 | 15 | 29–47         | 27     |                                 |                                 |
| 1988      | 3°       | 14       | 34 | 9  | 8  | 17 | 26–44         | 26     |                                 |                                 |
| 1989      | 3°       | 14       | 42 | 17 | 7  | 18 | 39–46         | 41     |                                 | Relegated8                      |
| 1990      | 4°       | 7        | 32 | 14 | 4  | 14 | 48–48         | 32     |                                 |                                 |
| 1991      | 4°       | 16       | 42 | 13 | 5  | 24 | 40–54         | 31     |                                 |                                 |

- 1 Terminó último en su zona, pero se salvó del descenso a la segunda división (Clase B) por una expansión de 7 a 9 zonas (de 101 a 142 equipos) en 1960.
- 2 No se realizaron promociones de ascenso en 1962 para la primera división (Clase A), por una reducción de la misma de 22 a 20 equipos en 1963. La labor del Lokomotiv no cambió su división. Al ganar su zona, se aseguró permanecer en la segunda división (Clase B), que fue reducida de 10 zonas (150 equipos) en 1962, a un solo grupo de 18 equipos en 1963.
- 3 Salió último, pero se salvó del descenso por a la segunda división (Clase A segundo grupo) por una expansió de 18 a 27 equipos en 1964.
- 4 Un play-off contra el mejor ubicado de la tercera división (Clase B) en 1968, por el derecho de participar en la segunda división (Clase A segundo grupo) en 1969.
- 5 Play-off contra el peor ubicado de la segunda división (Clase A segundo grupo) en 1969, para poder mantener la categoría, la Class A Second Group (que se convirtió en la tercera división, al incorporar la Clase A Mayor Grupo como el nivel principal) en 1970.
- 6 Salió último en su división, la tercera (Clase A segundo grupo, cambiada de nombre a Segunda liga la siguiente temporada), pero se salvó del descenso por una expansión de 3 a 6 zonas (de 66 a 124 equipos) en 1971.
- 7 En 1973 todos los empates se definían por penales, dándole al ganador 1 punto y al perdedor 0.
- 8 Después de finalizar 14° de 22 equipos, en 1989, Gomselmash descendió de la Segunda Liga (3.er nivel), que fue reducida de 9 zonas (195 equipos) a 3 (66 equipos), a la nueva Segunda Liga B, que contaba con 9 zones, el 4° nivel.

 Bielorrusia
| Temporada | División | Posición | PJ | G  | E  | P  | Goles | Puntos | Copa Doméstica   | Notas      |
| --------- | -------- | -------- | -- | -- | -- | -- | ----- | ------ | ---------------- | ---------- |
| 1992      | 1°       | 16       | 15 | 1  | 3  | 11 | 5–32  | 5      | Ronda de 16      |            |
| 1992–93   | 1°       | 10       | 32 | 9  | 8  | 15 | 23–40 | 26     | Ronda de 16      |            |
| 1993–94   | 1°       | 15       | 30 | 7  | 5  | 18 | 36–47 | 19     | Ronda de 16      |            |
| 1994–95   | 1°       | 15       | 30 | 6  | 6  | 18 | 26–59 | 18     | Ronda de 32      | Descendido |
| 1995      | 2°       | 9        | 14 | 5  | 2  | 7  | 19–17 | 12     | Cuartos de final |            |
| 1996      | 2°       | 4        | 24 | 11 | 9  | 4  | 42–19 | 42     | Cuartos de final |            |
| 1997      | 2°       | 1        | 30 | 27 | 1  | 2  | 83–9  | 82     | Ronda de 32      | Ascendido  |
| 1998      | 1°       | 5        | 28 | 12 | 9  | 7  | 36–30 | 45     | Ronda de 32      |            |
| 1999      | 1°       | 3        | 30 | 19 | 6  | 5  | 57–28 | 63     | Cuartos de final |            |
| 2000      | 1°       | 6        | 30 | 17 | 2  | 11 | 50–41 | 53     | Semifinales      |            |
| 2001      | 1°       | 6        | 26 | 13 | 5  | 8  | 36–24 | 44     | Cuartos de final |            |
| 2002      | 1°       | 6        | 26 | 13 | 4  | 9  | 46–33 | 43     | Campeón          |            |
| 2003      | 1°       | 1        | 30 | 23 | 5  | 2  | 56–12 | 74     | Semifinals       |            |
| 2004      | 1°       | 5        | 30 | 13 | 7  | 10 | 42–41 | 46     | Segundo          |            |
| 2005      | 1°       | 7        | 26 | 12 | 3  | 11 | 34–32 | 39     | Cuartos de final |            |
| 2006      | 1°       | 5        | 26 | 12 | 6  | 8  | 33–32 | 42     | Semifinales      |            |
| 2007      | 1°       | 2        | 26 | 12 | 8  | 6  | 49–28 | 44     | Ronda de 16      |            |
| 2008      | 1°       | 11       | 30 | 9  | 6  | 15 | 35–47 | 33     | Cuartos de final |            |
| 2009      | 1°       | 12       | 26 | 8  | 5  | 13 | 31–48 | 29     | Cuartos de final | Descendido |
| 2010      | 2°       | 1        | 30 | 27 | 1  | 2  | 80-16 | 82     | Ronda de 16      | Ascenso    |
| 2011      | 1°       | 3        | 33 | 13 | 15 | 5  | 36–24 | 54     | Campeón          |            |
| 2012      | 1°       | 4        | 30 | 14 | 8  | 8  | 39–24 | 50     | Semifinales      |            |
| 2013      | 1°       | 6        | 32 | 11 | 7  | 14 | 34–40 | 40     | Cuartos de final |            |
| 2014      | 1°       | 6        | 32 | 11 | 8  | 14 | 29–41 | 38     | Cuartos de final |            |
| 2015      | 1°       | 14       | 26 | 5  | 3  | 18 | 22–41 | 18     | Ronda de 16      | Descendido |
| 2016      | 2°       | 1        | 26 | 19 | 6  | 1  | 48-11 | 63     | Ronda de 16      | Ascenso    |
| 2017      | 1°       | 10       | 30 | 9  | 8  | 13 | 24–25 | 32     | Ronda de 32      |            |
| 2018      | 1°       | 12       | 30 | 7  | 7  | 16 | 16–36 | 28     | Ronda de 8       |            |
| 2019      | 1°       | 15       | 30 | 7  | 8  | 15 | 44–50 | 29     | Ronda de 8       | Descendido |
| 2020      | 2°       | 2        | 26 | 18 | 5  | 3  | 60-20 | 54     | Ronda de 8       | Ascenso    |

## Participación en competiciones de la UEFA
| Temporada | Torneo                        | Ronda            | País                | Club           | Ida     | Vuelta           |
| --------- | ----------------------------- | ---------------- | ------------------- | -------------- | ------- | ---------------- |
| 1999      | UEFA Intertoto Cup            | 1                | República Checa     | Hradec Králové | 0–1 (V) | 1–0 (p. 3–1) (L) |
| 1999      | UEFA Intertoto Cup            | 2                | Suecia              | Hammarby       | 0–4 (V) | 2–2 (L)          |
| 2000–01   | UEFA Cup                      | Clasificatoria   | Suecia              | AIK            | 0–1 (V) | 0–2 (L)          |
| 2002–03   | UEFA Cup                      | Clasificatoria   | Finlandia           | HJK            | 1–0 (L) | 4–0 (V)          |
| 2002–03   | UEFA Cup                      | 1                | Alemania            | Schalke 04     | 1–4 (L) | 0–4 (V)          |
| 2004–05   | UEFA Champions League         | Clasificatoria 1 | Albania             | Tirana         | 0–2 (L) | 1–0 (V)          |
| 2008–09   | UEFA Cup                      | Clasificatoria 1 | Polonia             | Legia Warsaw   | 0–0 (V) | 1–4 (L)          |
| 2011–12   | UEFA Europa League            | Clasificatoria 3 | Turquía             | Bursaspor      | 1–2 (V) | 1–3 (L)          |
| 2012–13   | UEFA Europa League            | Clasificatoria 1 | Islas Feroe         | Víkingur       | 6–0 (V) | 4–0 (L)          |
| 2012–13   | UEFA Europa League            | Clasificatoria 2 | Macedonia del Norte | Renova         | 2–0 (V) | 0–1 (L)          |
| 2012–13   | UEFA Europa League            | Clasificatoria 3 | Inglaterra          | Liverpool      | 0–1 (L) | 0–3 (V)          |
| 2022–23   | UEFA Europa Conference League | Clasificatoria 2 | Grecia              | Aris Salónica  | 1-5 (A) | 1-2 (H)          |

## Plantilla 2025
- = Lesionado de larga duración
- = Capitán

### Exjugadores importantes
- Ara Hakobyan
- Aghvan Mkrtchyan
- Gennadiy Bliznyuk
- Stanimir Georgiev
- Milovan Kapor
- Sergey Gorlukovich
- Serhiy Kuznetsov